# 星の郷八ヶ岳野辺山高原100kmウルトラマラソン
星の郷八ヶ岳野辺山高原100kmウルトラマラソン（通称：野辺山ウルトラ）とは、例年5月中旬に開催されるマラソン大会である。

## 概要
- 100kmと71kmの部があるウルトラマラソンである。数年前から本大会の入門向けに42kmの部が追加された。
- 最高点の標高が1,908mに及ぶ本大会の八ヶ岳近辺の周回コースは高地トレーニングエリアとして開発されている程である[1]。 さらに最大高低差が1,000m以上あるなどアップダウン（勾配）が厳しい[2]ことから国内の100kmレースでは屈指の難コースとも言われ、「野辺山を制する者はウルトラを制する」と評されている[1]。
- 100kmの部の完走率は、毎年60%～70%である。[3]。
- 第24回大会（2018年5月20日開催）・男子71Kmの部では、公務員ランナー（当時）・川内優輝が当ウルトラマラソンに初出走。結果2位以下の選手に30分近くの大差を付ける、4時間41分55秒と16年振りに同種目で大会記録を更新した[4]｡
- 第26回大会（2020年大会）と第27回大会（2021年大会）は、新型コロナウイルスの影響で開催中止となった[5][6]。